# Severus Sanctus Endelechius
Severus Sanctus Endelechius (5. század) római költő.
Galliából származott, Rómában tevékenykedett rétorként. Egy 33 aszklépiadészi versszakból álló De mortius boum című pásztorkölteményt ismerünk tőle, amelyben egy marhavész alkalmával Tityrus keresztet vetve megmenti nyáját, és ezzel megtéríti társát, Bucolust.